# 6000-talet f.Kr. (millennium)
6000-talet f.Kr. (sextusentalet före Kristus) är det 7:e millenniet f.Kr. 

## Händelser
- Jordbruket växer fram i Europa (i områdena motsvarande nuvarande Grekland och Italien).
- Keramik i Mesopotamien.
- Djurhållning och odling av säd i östra Sahara.

### 6800 f.Kr.
- Tidigmesolitikum (10000-6800 f.Kr.) tar slut. Det motsvaras i sydskandinavien av Maglemosekulturen.

### 6500 f.Kr.
- Arkeologer har kunnat påvisa bosättningar av jordbrukare i Baluchistan från omkring detta år.

### 6000-talet f.Kr.
- Capsienkulturen i Nordafrika blomstrar.